# مستشفى ماساتشوستس العام

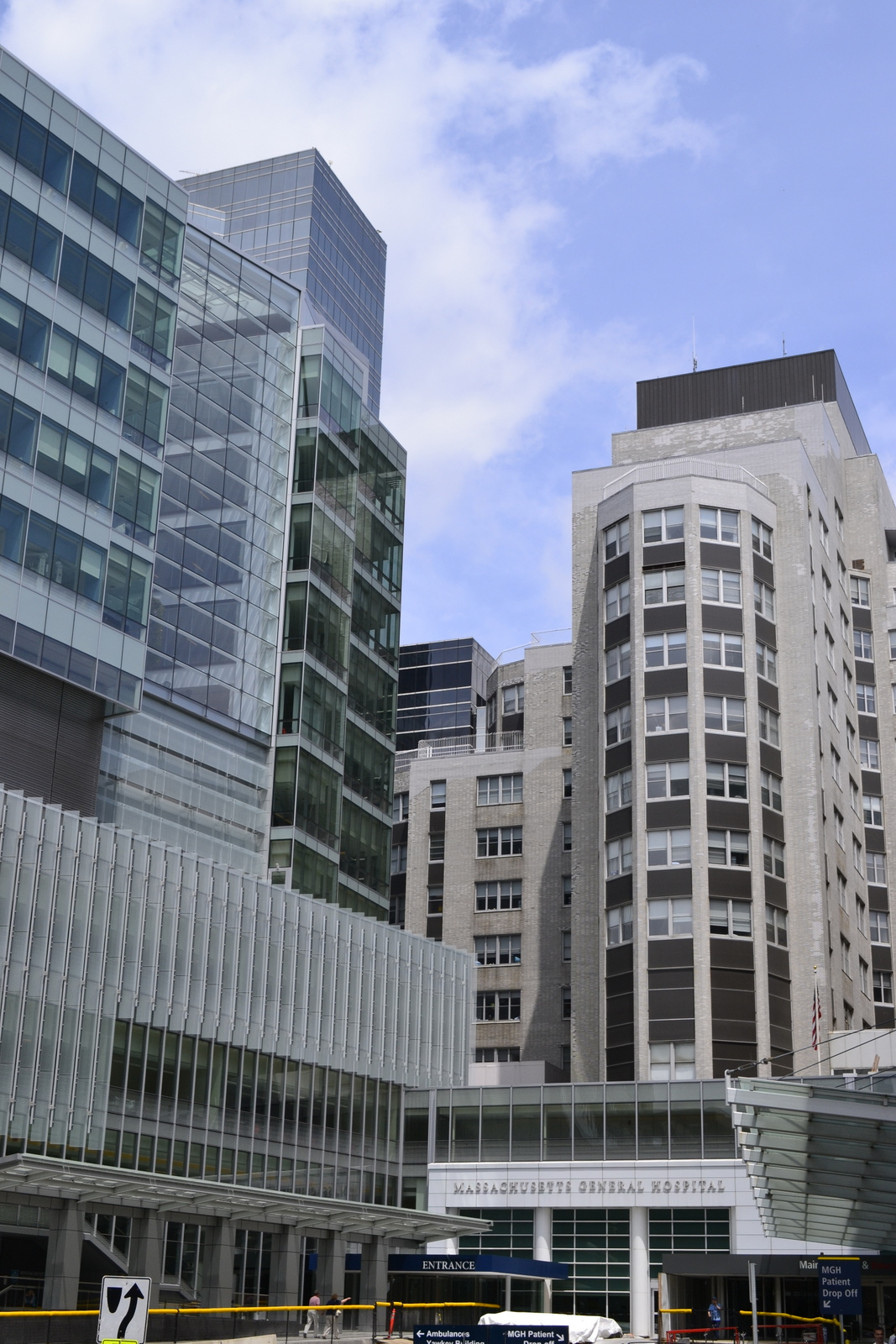
المدخل الرئيسي لمستشفى ماساتشوستس العام

مستشفى ماساتشوستس العام (بالإنجليزية: Massachusetts General Hospital)‏، هو المستشفى التعليمي الرئيسي لكلية الطب بجامعة هارفارد، يعدّ ثاني أكبر مستشفى في الولايات المتحدة وثالث أقدم مستشفى في البلاد، تبلغ ميزانيَّة الأبحاث السنويَّة في هذا المستشفى أكثر من 900 مليون دولار، ممَّا يجعله أكبر مستشفى بحثي في العالم أجمع، في عام 2017 تمَّ تصنيفه كرابع أفضل مستشفى في الولايات المتحدة وكخامس أفضل مكان للعمل في بوسطن.

## التاريخ
تأسَّست مستشفى ماساتشوستس عام 1811 ، وقد تمَّ وضع تصميم البناء الأصلي لها من قبل المهندس المعماري الشهير تشارلز بولفينش، وبذلك يكون ثالث أقدم مستشفى في تاريخ الولايات المتحدة الأمريكيَّة، بعد مستشفى بنسلفانيا (1751)، ومستشفى نيويورك (1771)، كان جون وارن أستاذاً للتشريح والجراحة في كلية الطب بجامعة هارفارد، وعند انتقال الكليَّة إلى مقرِّها الجديد في بوسطن قاد ابنه جون كولينز وارن مع جيمس جاكسون «وهما من خريجي هارفارد» الجهود لبدء مستشفى ماساتشوستس العام، وكان اقتراح بناء مثل هذا المستشفى من قبل القس جون بارتليت عام 1810 بهدف رعاية الفقراء وتأمين العلاج الطبي لهم، وبقيت كلية هارفارد الطبيَّة بجوار المستشفى قرابة نصف قرن من الزمن.
أنشأ والتر غاي قسم الأشعة في مستشفى ماساتشوستس مباشرةً بعد اكتشاف الأشعة السينية على يد ويليام رونتجين عام 1895، وتوفي غاي عام 1916 بسبب إصابته بعدة أورام خبيثة جرَّاء التعرُّض غير المحمي للأشعة، وكان قد خضع في سنواته الأخيرة لأكثر من 50 عمليَّة جراحيَّة مختلفة في المستشفى على أمل شفائه، تراوحت من الطعوم الجلدية إلى بتر الأطراف.
في ستينات القرن الماضي مع ظهور برمجيَّات الكمبيوتر وتطوُّرها تمَّ إنشاء لغة برمجة خاصة سُمِّيت MUMPS والتي تعني «نظام البرمجة متعدد المهام لمستشفى ماساتشوستس»، وقد وفَّر هذا النظام الفريد من نوعه قاعدة بيانات كبيرة وتطبيقات متعدِّدة تُقدِّم إسهامات هامة في المجال الطبي.

### الاستخدام المُبكِّر للتخدير
يعتبر اكتشاف التخدير الحديث أحد أبرز الإنجازات التي حدثت في مستشفى ماساتشوستس العام، وذلك في 16 أكتوبر 1846 عندما قام طبيب الأسنان ويليام توماس غرين مورتون بتخدير مريض بنجاح باستخدام غاز الإيثر وذلك وسط حضور إعلامي وشعبي كبير ، وكان الدكتور كروفورد لونغ قد استخدم الإيثر في تخدير العمليات الجراحيَّة قبل عدة سنوات، ولكنَّ عمله بقي غير معروف ولم يشتهر على نطاق واسع خارج ولاية جورجيا.
بعد استخدام ويليام مورتون للإيثر في التخدير، قام جون كولينز وارن باستئصال ورم كبير من رقبة مريض تحت التخدير العام، وعلى الرغم من أنَّ وارين كان مُتشكِّكاً وساخراً في العادة ولكنَّه أُعجب بالاختراع الجديد وقال: «ياسادة، هذا ليس هراءً»، وخلال أشهر انتشر خبر هذا الاكتشاف الخلَّاق في جميع أرجاء العالم ، وفي عام 2000 قام الرسَّامين وارن ولوسيا بروسبيري بإعداد الصورة الشهيرة التي تُجسِّدُ إعادة تمثيل للعمل الجراحي الأول الذي استخدم فيه ويليام مورتون غاز الإيثر لأول مرة في التخدير، وشارك موظَّفوا مستشفى ماساتشوستس الحاليُّون في تمثيل نظرائهم من العام 1846 ، ولا تزال قاعة الإيثر التي استخدم فيها التخدير لأوَّل مرَّة موجودة ومفتوحة أمام الجمهور حتى اليوم ، وفي عام 1936 تمَّ إنشاء قسم التخدير الحديث في مستشفى ماساتشوستس العام برئاسة هنري نولز بيتشير.

### أول إعادة زرع طرف مقطوع ناجحة
نجح فريق من الجرَّاحين بقيادة رونالد مالت عام 1962 في إجراء أول عمليَّة جراحيَّة ناجحة لإعادة زرع طرف مقطوع بالكامل ، كان المُصاب هو إيفرت نولز والذي قطع ذراعه بشكل كامل بمستوى الكتف أثناء محاولته الركوب على ظهر قطار شحن، وتمَّ إسعاف نولز مع ذراعه المقطوعة إلى مستشفى ماساتشوستس، حيث قاد الدكتور رونالد مالت فريقَ الجرَّاحين من مختلف الاختصاصات لإعادة وصل الذراع، الأوعية ثمَّ العظام وأخيراً العضلات والجلد، وفي وقتٍ لاحق تمَّ إعادة وصل الأعصاب.
بعد نجاح هذا العمل المُذهل، قال الدكتور رونالد مالت بتواضع: كل ما قمنا به كان تطبيق التقنيَّات التي كنَّا نعرفها منذ زمنٍ طويل وربطها مع بعضها البعض، والشيء المذهل في هذه العمليَّة ليس التقنيات الجراحيَّة التي تمَّ استخدامها، ولكن العمل الجماعي الذي قام به 12 طبيب يتمتَّعون بمهارات خاصَّة مع فريق متكامل.

## تجهيزات المشفى والعمليات الحاليَّة فيه
يقع البناء الرئيسي لمستشفى ماساتشوستس في شارع 55 في بوسطن، وتوسَّع لاحقاً إلى منطقة كانت تعرف سابقاً باسم ويست إند بالقرب من نهر تشارلز وهضبة بيكون.
تعالج المستشفى حوالي 1.5 مليون مريض خارجي في الحرم الجامعي الرئيسي بالإضافة إلى مرافق سبعة أخرى في بوسطن باك باي وتشالرز تاون وإيفريت ورفير ووالتهام ودانفرز، وبوجود 25 ألف موظَّف تعتبر هذه المستشفى أكبر مؤسَّسة عمل غير حكوميَّة في بوسطن ، يحتوي المستشفى على ألف سرير تقريباً، ويتمُّ قبول 50 ألف مريض سنويَّاً فيه، ويقوم الطاقم الطبي فيه بأكثر من 34 ألف عمل جراحي سنويَّاً، مع 3800 ولادة كل عام، ويعدُّ مركز ماساتشوستس للطب النفسي أقدم وأكبر مركز للطب النفسي في الولايات المتحدة الأمريكية، حيث يقوم بفحص وعلاج أكثر من 2600 مريض سنويَّاً.
قام المهندس المعماري هشام أشكوري بالتعاون مع شركة هوسكينز سكوت تايلور بوضع تصاميم خاصَّة بقسم طب الأطفال ومركز رعاية الولدان وأقسام جراحيَّة جديدة، وفي خريف 2004 افتتح مركز جديد للعناية الخارجيَّة مكوَّن من عشر طوابق بمساحة 35 ألف متر مربع وهو أحد أكبر مباني العيادات الخارجية في كامل أمريكا، وفي عام 2011 تمَّ افتتاح مبنى جديد يضمُّ ثلاثة طوابق كاملة من غرف العمليات الجراحيَّة، وغرف الطوارئ، وأقسام العلاج الشعاعي للأورام، ومركز طب الأعصاب وجراحتها، وكلُّ ذلك زاد من سعة استيعاب المرضى بمقدار 150 سرير.
تدير مستشفى ماساتشوستس أكبر برنامج أبحاث طبيَّة تابع لمستشفى في الولايات المتحدة الأمريكية والعالم، مع ميزانيَّة أبحاث سنويَّة بلغت أكثر من 900 مليون دولار في عام 2017 ، وفي عام 2014 تمَّ إطلاق معهد الدراسات الجماعيَّة ليكون بمثابة واجهة لمؤسَّسة الأبحاث في المستشفى، تغطي هذه الأبحاث مجالات متنوِّعة من أهمِّها: الإيدز، أمراض القلب والأوعية الدمويَّة، السرطان، علوم الوراثة، الاضطرابات العصبيَّة، التصوير الطبي، البيولوجيا وغيرها ، وفي عام 1847 أُنشئت مكتبة تريدويل كمكتبة العلوم الصحيَّة التابعة للمستشفى، بالإضافة لذلك ينتمي مستشفى ماساتشوستس العام لمنظومة جامعة هارفارد لرعاية مرضى السرطان بالتعاون مع معهد دانا فاربر للسرطان [26].
في 27 مارس 2007 تمَّ افتتاح محطة تشالرز للمترو مع خدمات وتجهيزات جديدة بما في ذلك المصاعد الخاصة بالمعاقين، أمَّا ضمن حرم المستشفى فتوجد العديد من مرافق الخدمات التي تتوزَّع في خمس مناطق رئيسيَّة.

## المؤسَّسات التابعة للمستشفى
يعتبر مستشفى ماساتشوستس العام هو المستشفى الجامعي التعليمي الرئيسي لكلية الطب بجامعة هارفارد، ويُشكِّلان معاً وحدة تعليميَّة أكاديميَّة متكاملة.
في فبراير 2009 تمَّ تأسيس معهد Phillip T ومعهد Susan Ragon لعلوم المناعة لتعزيز الأبحاث الخاصَّة بلقاحات وعلاجات مرض الإيدز، وخصوصاً بعد أن قدَّمت المستشفى تبرُّعات بقيمة 100 مليون دولار للمعهدين على مدى عشر سنوات، ويعتبر هذا أكبر تبرُّع منفرد قدَّمته المستشفى، في عام 2013 تمَّ إنشاء معهد أبحاث جديد أُضيف لقسم الطب النفسي في المستشفى ، بالإضافة للعديد من المراكز والمؤسَّسات الطبيَّة والبحثيَّة المرتبطة أو المتعاونة مع المستشفى أو مع كلية الطب بجامعة هارفارد، وعلى الرغم من أنَّ المستشفى يملك قسماً للطب النفسي خاصاً به، ولكنَّه يرتبط ارتباطاً وثيقاً بمستشفى ماكلين المجاور، وهو عبارة عن مستشفى خاص بالأمراض النفسية يتبع أيضاً لكلية الطب بجامعة هارفارد.

## الجوائز والتقدير

### الحائزون على جائزة نوبل
هناك ثلاثة عشر عالم حائز على جائزة نوبل سبق لهم أن عملوا أو تدرَّبوا في المستشفى، وهم:
- 1934 جورج مينوت
- 1947 كارل كوري
- 1953 فريتس ليبمان
- 1972 جيرالد إيدلمان
- 1985 مايكل ستيوارت براون وجوزف غولدشتاين
- 1989 جون مايكل بيشوب
- 1990 جوزيف موراي وإدوارد دونال توماس
- 1998 فريد مراد
- 2009 جاك زوستاك
- 2011 رالف ستاينمان
- 2012 روبرت ليفكوويتز

### التصنيف العالمي
تحتلُّ مستشفى ماساتشوستس العام دائماً مرتبة مُتقدِّمة في التصنيفات الأمريكيَّة والعالمية لأفضل المشافي حول العالم:
- في عام 2015 اختيرت مستشفى ماساتشوستس كأفضل مستشفى في الولايات المتحدة الأمريكية من قبل مؤسَّسة News & World Report.
- في عام 2012 اختيرت مستشفى ماساتشوستس كأفضل مستشفى في الولايات المتحدة الأمريكية من قبل مؤسَّسة News & World Report.
- في عام 2011 اختيرت مستشفى ماساتشوستس كثاني أفضل مستشفى في الولايات المتحدة الأمريكية من قبل مؤسَّسة News & World Report.
- في عام 2011 اختيرت مستشفى ماساتشوستس كأفضل مستشفى في الولايات المتحدة الأمريكية لمرضى السكري والغدد الصم، وأمراض الأذن والأنف والحنجرة، وأمراض الأعصاب وجراحتها، وطب العيون، وطب العظام، والطب النفسي.
- في عام 2003 اختيرت مستشفى ماساتشوستس كأكثر مستشفى في الولايات المتحدة الأمريكية تميُّزاً في الخدمات التمريضيَّة من قبل مركز المُمرِّضات الأمريكي.
- في عام 2011 نالت مستشفى ماساتشوستس المرتبة 12 من أصل 100 في الولايات المتحدة الأمريكية من حيث الإيرادات والتي بلغت 5.64 مليار دولار خلال الدراسة التي نظَّمتها مجلَّة Becker Hospital Review.[28]
- في عام 2018 وجد فريق من الخبراء في دراسة خاصَّة أنًّ مستشفى ماساتشوستس تحتل المرتبة الرابعة عالمياً في علاج سرطان البنكرياس.[29]

## وصلات خارجية
- الموقع الرسمي